# 國際洗錢防制
二十世纪60年與70年代，銀行間的反洗錢問題首先在西歐和美國引起普遍重視，有關國家纷纷通過立法程序制定和加强反洗錢的法案。洗錢本質上是犯罪分子企圖隱瞞、掩飾犯罪所得及其非法收益的一個過程。犯罪分子利用銀行洗錢的過程主要包括存入帳户、移轉資金、經營與合法使用等環節。

## 歷程
隨著洗錢活動在國際金融市場的蔓延，國際反洗錢合作的步伐也加快了，在此過程中金融機構的作用也日益受到重視。1981年歐洲議會部長委員會最早提出此類倡議，部長委員會認為，銀行間的合作不僅能夠加强司法打擊洗錢犯罪活動的力量，而且銀行體系還能發揮更為有效的預防洗錢犯罪的作用。
1980年代中期，隨著跨國境洗錢活動的蔓延，歐美國家開始加强各國金融監管當局之間在反洗錢方面的合作，並著手起草國際反洗錢的共同規則，以便在全球推廣，以達到規範各國的做法並加强反洗錢力量的目的。

## 國際法規
- 1988年8月：聯合國禁止非法販運麻醉藥品和精神藥物公約：

1988年8月聯合國制定『禁止非法販運麻醉藥品和精神藥物公約』（United Nations Convention against Illicit Traffic in Narcotic Drugs and Psychotropic Substances，簡稱聯合國反毒公約），要求各簽署國必須將毒品犯罪所得的洗錢行為加以犯罪化並加強取締。
- 1988年12月：巴塞爾銀行監管委員會通過《關於防止犯罪分子利用銀行體系洗錢聲明》：

該聲明主要闡述銀行反洗錢的基本原則，並强調銀行在辦理業務時應當確實的檢核顧客的真實身份，並應拒绝異常、可疑的交易同時與執法機關保持合作。
- 1989年7月：打擊清洗黑錢財務行動特別組織[國際金融反洗錢特別工作小組](Financial Action Task Force on Money Laundering簡稱FATF）成立：

1989年7月，七大工業國組織在法國巴黎第15屆經濟高峰會議上，與會代表提出建立國際金融反洗錢特別工作小組的動議。會後成立由29個歐洲、美洲、非洲國家和地區，以及歐洲委員會和海灣合作委員會兩個國際組織參加的『國際金融反洗錢特別工作小組』。1990年工作組完成了《關於洗錢問題的四十點建議》，該建議為國際反洗錢工作制定基本綱領，對於反洗錢的國内立法、金融機構規章和國際合作等事項提出辦法。建議世界各國和地區將反洗錢納入司法制度和金融監管體系。
- 1993年9月：歐盟通過『關於清洗、搜查扣押和沒收犯罪收益的公約』：

1993年9月歐盟通過『關於清洗、搜查扣押和沒收犯罪收益的公約』（Convention on Laundering, Search, Seizure and Confiscation of Proceeds from Crime），藉此公約希望能夠於歐盟領域中縮小犯罪組織的資金來源，以遏阻犯罪。
- 1995年：艾格蒙聯盟成立：

艾格蒙聯盟（The Egmont Group Financial Intelligence Units，FIUs），其主要目的在於提供管道，讓各國監督機構加強對所屬國家反洗錢活動工作的支援。其主要任務之一，是把交換資金移轉情報的工作擴展並予系統化。
- 2003年10月：聯合國反貪腐公約：

2003年10月聯合國為加強防制全球日趨嚴重的貪腐問題，通過『反貪腐公約』，其目的為預防腐敗、界定腐敗犯罪、制定剝奪非法資產的法規及強化國際反腐敗合作機制。

## 美國法規
在探討國際洗錢防制的內涵，通常會將美國法規列入。由於世界上絕大多數主要銀行都有於美國設立據點，且美金目前仍為主要國際清算貨幣，所以美國的監管規定可以說是適用全球，故一般會將美國的法律視為具備實質上的國際效力，其中尤其紐約作為世界主要金融中心以及主要大銀行總部註冊地，其金融局法規更是會影響全球的金融運作。
美國為普通法國家，相關洗錢防制規範陸續出台，大致有1970年頒布的銀行保密法（Bank Secrecy Act）、1986年洗錢控制法（Money Laundering Control Act）等要求針對不法行為的金流申報；另外海外資產管理辦公室（Office of Foreign Assets Control，OFAC）更會發布制裁名單，實務上與聯合國的制裁名單會大致重複但會多了為了符合美國國家利益的部分，一般來說其他政治實體發布的（如歐盟）制裁名單會與聯合國加上美國的名單幾乎一致，也是實務意義上的標準。另外紐約州政府以其行政手段，對在紐約營業的金融機構也有相關的規定，雖然不像銀行保密法為通用的法律，但作為監理機關，紐約金融局有權依據監理結果對轄下的銀行裁罰。
美國政府的監理與裁罰比起聯合國或FATF或APG在後果上更為嚴重，其理由具體表現在美國的罰款與後續限制。
大約從2009年開始，美國就開始對各國的銀行執行洗錢防制情形監管與調查，若查到不合規者就會祭出巨額罰款，以2016年兆豐案美金1.8億、滙豐在2012年的19億美金為代表案例。後續限制則指發布針對銀行的調查報告中除了罰款外的後續的追蹤。銀行與美國政府會達成協議讓美國政府派出獨立監察人（Independent Monitor）進入受罰銀行調查後續的改善作為，如果未符合美國政府關於洗錢防制的要求，美國政府有權要求銀行停止範圍不等的業務。

## 外部連結
Financial Action Task Force on Money Laundering （页面存档备份，存于）
1. ↑  王任翔. . 2018年3月  [2018-04-23]. （原始内容存档于2021-01-04）.
2. ↑  NYDFS. . NYDFS Regulations.   [2018-04-23]. （原始内容存档于2018-03-03）.
3. ↑  丹尼爾工生糗. . 丹尼爾工生糗.   [2018-04-23]. （原始内容存档于2019-06-29）.